# Federico Pinedo (Politiker, 1955)

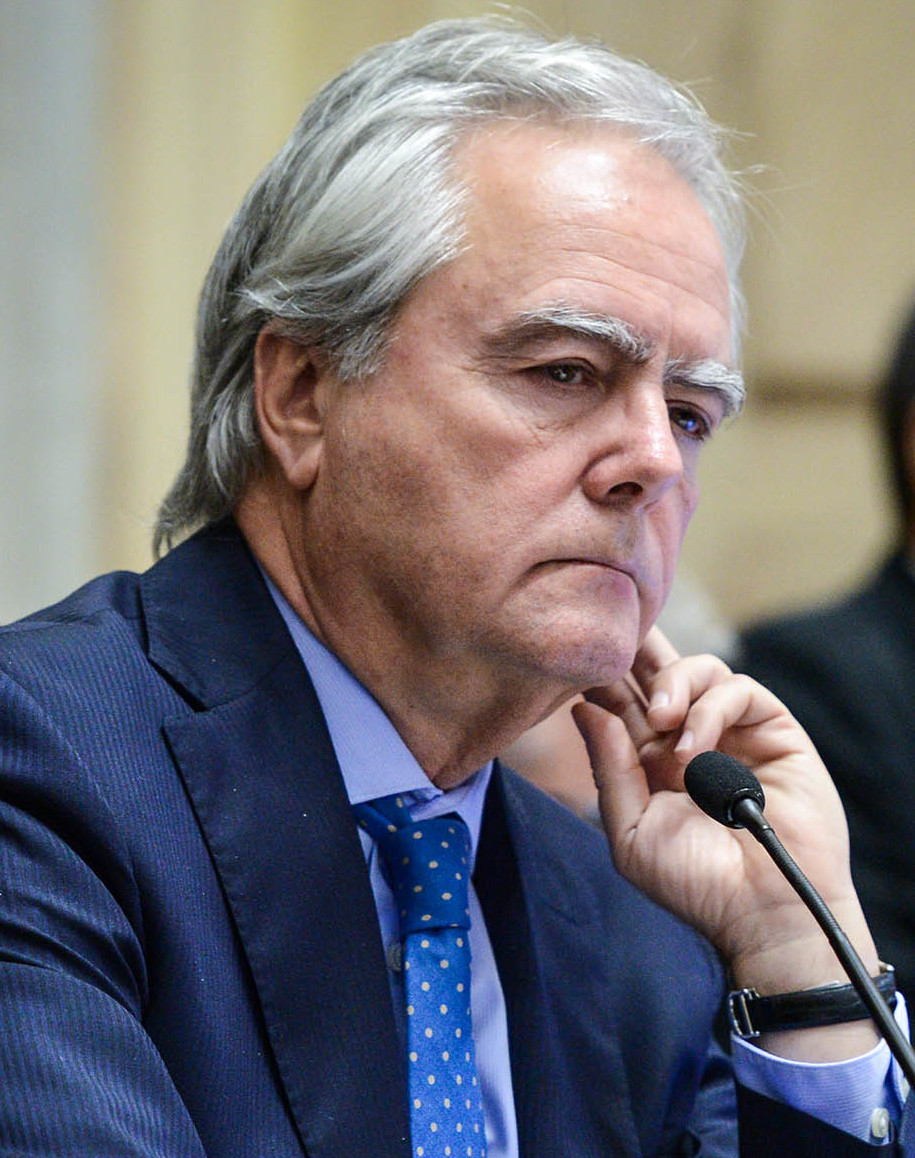
Federico Pinedo (2018)

Federico Pinedo (* 29. Dezember 1955) ist ein argentinischer Politiker der Propuesta Republicana.

## Leben
Pinedo saß von 2003 bis 2015 in der argentinischen Abgeordnetenkammer. Vom 10. Dezember 2015 bis zum 9. Dezember 2019 gehörte er dem Senat an. Während dieser Zeit fungierte er als Senatspräsident. Als Senatspräsident hatte er am 10. Dezember 2015 für zwölf Stunden die Funktion des Staatsoberhauptes inne, bis die Vereidigung von Mauricio Macri erfolgte.